# Louis Veuillot
Louis Veuillot (11 de octubre de 1813 - 7 de marzo de 1883) fue un periodista francés . Precoz y autodidacta (a los 17 años publicó sus primeros artículos), dedicó todos sus esfuerzos a la defensa del catolicismo ultramontanista francés y del dogma de la Infalibilidad papal. Es el único laico no canonizado de la historia de la Iglesia católica cuyo aniversario de nacimiento ha sido recordado por una carta pontificia, "Elogio del periodista cristiano" del Papa Pío X.

## Vida
De familia bastante pobre y modesta debe bien pronto trasladarse a París para trabajar y ganarse la vida. Allí descubre su pasión por las letras y comienza a estudiar por su cuenta a los grandes escritores franceses. Tras una peregrinación a Roma en 1838 decide entregar sus fuerzas y sus talentos de escritor a la causa del catolicismo. Al volver a Francia publica algunos libros sobre su experiencia religiosa y de apologética. Entró a trabajar en el ministerio del interior como secretario del General Bugeaud quien era gobernador en las colonias de África del Norte. Finalmente llegó al periódico L'Univers desde donde participó en la controversia sobre la libertad de enseñanza que se estaba discutiendo acaloradamente en toda Francia. Asimismo defendió a la Compañía de Jesús de los ataques del gobierno. En su labor como articulista ganó fama y admiración pero también odio debido a la incisividad y acritud de sus escritos. 
En 1844 fue condenado a pasar un mes en la cárcel por defender al Abad Combalot que había sido procesado por la justicia francesa. En los años de la república se volvió contra el gobierno después de la insurrección de junio.
En 1850 se lograron buena parte de los objetivos de la Iglesia en relación con la libertad de enseñanza pero también se hicieron más fuertes las diferencias entre los mismos católicos en especial contra los más liberales. Montalembert y el obispo Dupanloup criticaban la inflexibilidad y violencia que usaba para defender sus posiciones.
En 1859, al descubrir que las intenciones de Napoleón III en relación con Italia eran hacer desaparecer los Estados Pontificios, inició una nueva campaña que terminó con el cierre del periódico debido a la publicación ilegal de la encíclica «Nullis certe» de Pío IX. 
Durante el año 1867 el periódico volvió a publicarse y ahora Veuillot aprovechó esta plataforma para defender el concilio Vaticano I y la inminente declaración acerca de la infalibilidad del Papa. En esta ocasión varios obispos criticaron la intransigencia de Veuillot pero el mismo Papa Pío IX apoyó al periodista.
Hasta que su enfermedad no le dejó escribir más, intervino en todos los problemas políticos de Francia en que estuviese de por medio la situación de la Iglesia, sin afiliarse a partido alguno y criticando a unos y otros a partir de su visión antimodernista y a favor del Papado.
Aquejado de parálisis progresiva murió en 1883.

## Obras
Sus artículos periodísticos fueron recogidos en una serie de doce volúmenes: «Mélanges religieux, historiques, politiques et littéraires». Su correspondencia en otra serie de 7 volúmenes.
Publicó los siguientes libros:
- 1838 Les pélerinages de Suisse
- 1839 Pierre Saintine
- 1841 Rome et Lorette (donde narra su conversión tras la visita a Roma)
- 1844 L'honnête femme
- 1845 Agnès de Lauwens
- 1845 Les français en Algérie
- 1848 Les libre-penseurs
- 1854 La vie de la bienheureuse Germaine Cousin
- 1854 Le droit du seigneur au moyen-age
- 1854 Corbin et d'Aubecourt
- 1855 La guerre et l'homme de guerre
- 1859 Çà et là
- 1859 De quelques erreurs sur la Papauté
- 1861 Le parfum de Rome (traducción castellana: El perfume de Roma, 1862)
- 1863 Le fond de giboyer
- 1864 La Vie de Notre Seigneur Jésus-Christ
- 1867 Les odeurs de Paris
- 1871 Paris pendant les deux sièges
- 1873 Folletin de la revista popular "Lo que es un párroco"
- 1876 Rome pendant le Concile
- 1877 Molière et Bourdaloue